# 翠華路 (高雄市)
翠華路（Cueihua Rd.）為連結高雄市楠梓區、左營區、鼓山區的南北向重要幹道，南端始於厚生路口，北端抵左楠路與左營大路口（為Y字路口）。本道路由左楠路銜接至接中華陸橋路段編號台17線，往北可通至楠梓區右昌、後勁地區。由於翠華路位於台鐵縱貫線鐵路旁，並經半屏山、高鐵左營站前、高雄都會區快速道路（接國道十號）、蓮池潭和台鐵左營（舊城）車站，所以車流量甚大。
因應台積電進駐楠梓產業園區，評估交通流量將會提升，翠華路的明潭路至左營大路段將進行拓寬工程，預計於2023年10月動工，2024年年底完工。

## 行經行政區域
（由北至南）
- 左營區
- 鼓山區

## 沿線設施
（由北至南）
- 半屏山
  - 半屏山登山步道

- 高雄市左營區屏山國小 (門牌設於海功東路2號)（页面存档备份，存于）
- 高鐵左營站、新左營車站、高雄捷運左營站
- 高雄都會區快速道路
- 原生植物園區
- 蓮池潭
  - 蓮池潭兒童公園
- 壽山國家自然公園(半屏山園區)
  - 高雄市物產館(1435號)
  - 自行車專用高架橋(翠華橋)
- 洲仔濕地
- 左營鐵路綠園道
- 左營（舊城）車站
- 高雄美國學校(889號)
- 高雄市立大義國中 (687號)（页面存档备份，存于）
- 左營綠園道大地遊戲場
- 翠華社區
- 果貿社區
- 中華陸橋
- 內惟車站
- 前鋒社區公園
- 葆真公園
- 大榮中學(門牌設於大榮街1號)
- 台灣法國文化協會高雄中心(門牌設於大榮街2號)
- 美術館車站
- 九如陸橋
- 鼓山車站

## 公車資訊
- 港都客運
  - 217 新昌幹線 加昌站－鳥松區公所（中正路）
- 南台灣客運
  - 紅52 臺鐵新左營站－中山大學行政大樓
  - 紅53 臺鐵新左營站－高雄大學－蚵仔寮漁港
  - 301 加昌站－高雄車站
- 高雄客運
  - 8017 臺鐵新左營站－梓官－捷運岡山高醫站

## 公共自行車
- 高雄市公共自行車租賃系統：
  - 半屏山登山南側步道入口：翠華路/明潭路東北側
  - 崇德翠華路口：崇德路/翠華路(東南側)
  - 新莊翠華路口：新莊一路9號(西側)
  - 大義國中(翠華路側)：翠華路687號(前人行道)
  - 左營(舊城)車站：翠華路1050號(前機車格)
  - 華榮翠華路口：華榮路/翠華路(東南側)
  - 中華翠華路口：中華一路/翠華路(東南側)
  - 內惟車站(翠華路)：內惟車站西側出口人行道
  - 翠華葆禎路口：翠華路/葆禎路(西南側)
  - 翠華日昌路口：翠華路331號(對側人行道)
  - 西藏翠華路口：西藏翠華路口東北側
  - 台鐵美術館車站：翠華路/青海路口(西北側人行道)
  - 翠華九如四路口：翠華路/九如四路(東南側)